# Covadongai tavak
A covadongai tavak (spanyolul: lagos de Covadonga) egy kis tóegyüttes az észak-spanyolországi Asztúriában, Covadonga mellett, a Picos de Europa Nemzeti Park területén. Két állandó (Enol és Ercina) és egy időszakos tóból (Bricial) áll.
A tavak nagyjából 7 kilométerre délkeletre találhatók a covadongai bazilikától. A két állandó tó közül az Enol található nyugatabbra és egy kicsit északabbra. Ez a tó 1070 méteres tengerszint feletti magasságban található, 750 méter hosszú és 400 méter széles, mélysége pedig eléri a 25 métert is. Az 1108 méterrel a tenger szintje felett fekvő Ercina valamivel kisebb: 8 hektáros, és legnagyobb mélysége is csak 3 méter körüli. A Bricial-tó csak akkor tartalmaz vizet, amikor nagyobb mennyiségű hó elolvad vagy sok csapadék hullik.
A térség kedvelt turisztikai célpont, nem csoda, hogy számos szolgáltatás várja az ide látogatókat.
A tavak környéke arról is híres, hogy 1983 óta itt zajlik a Vuelta ciclista a España kerékpárverseny egyik szakaszának a befutója, amely ráadásul igen nehéznek számít. Míg a covadongai templom csak 214 méter magasan található, a végcél már 1100 méter felett, és mivel a táv nem túl hosszú, ezért az emelkedő igen meredek: mindössze 14 kilométer alatt 962 méteres szintemelkedést kell megtenni. Ezen belül is van egy olyan szakasz, az úgynevezett La Huesera, ahol körülbelül 2 km-en át átlagosan 11,5%-os az emelkedő.

## Képek

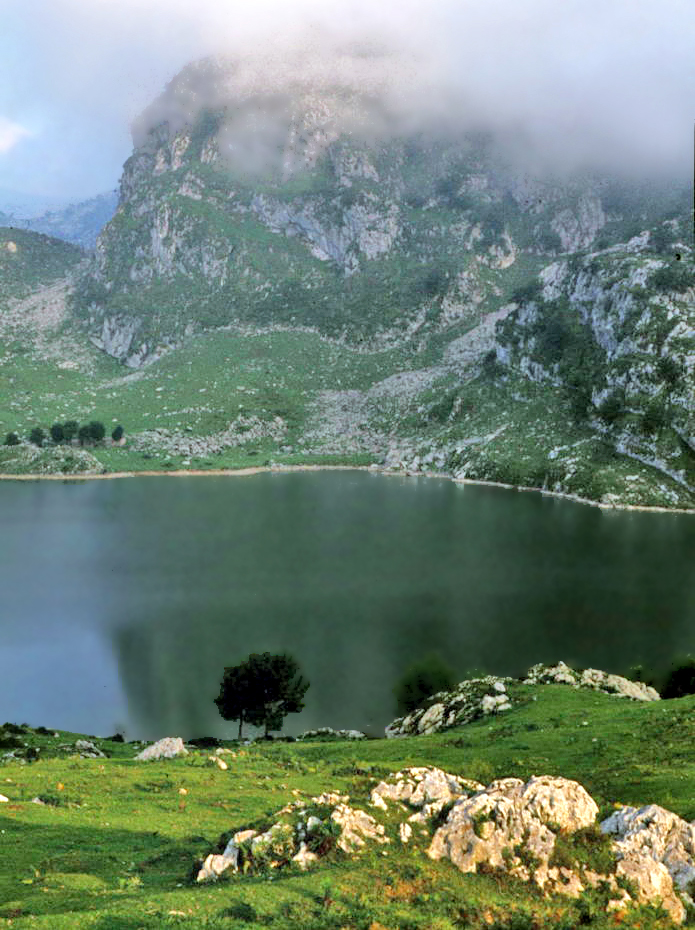
Az Enol-tó
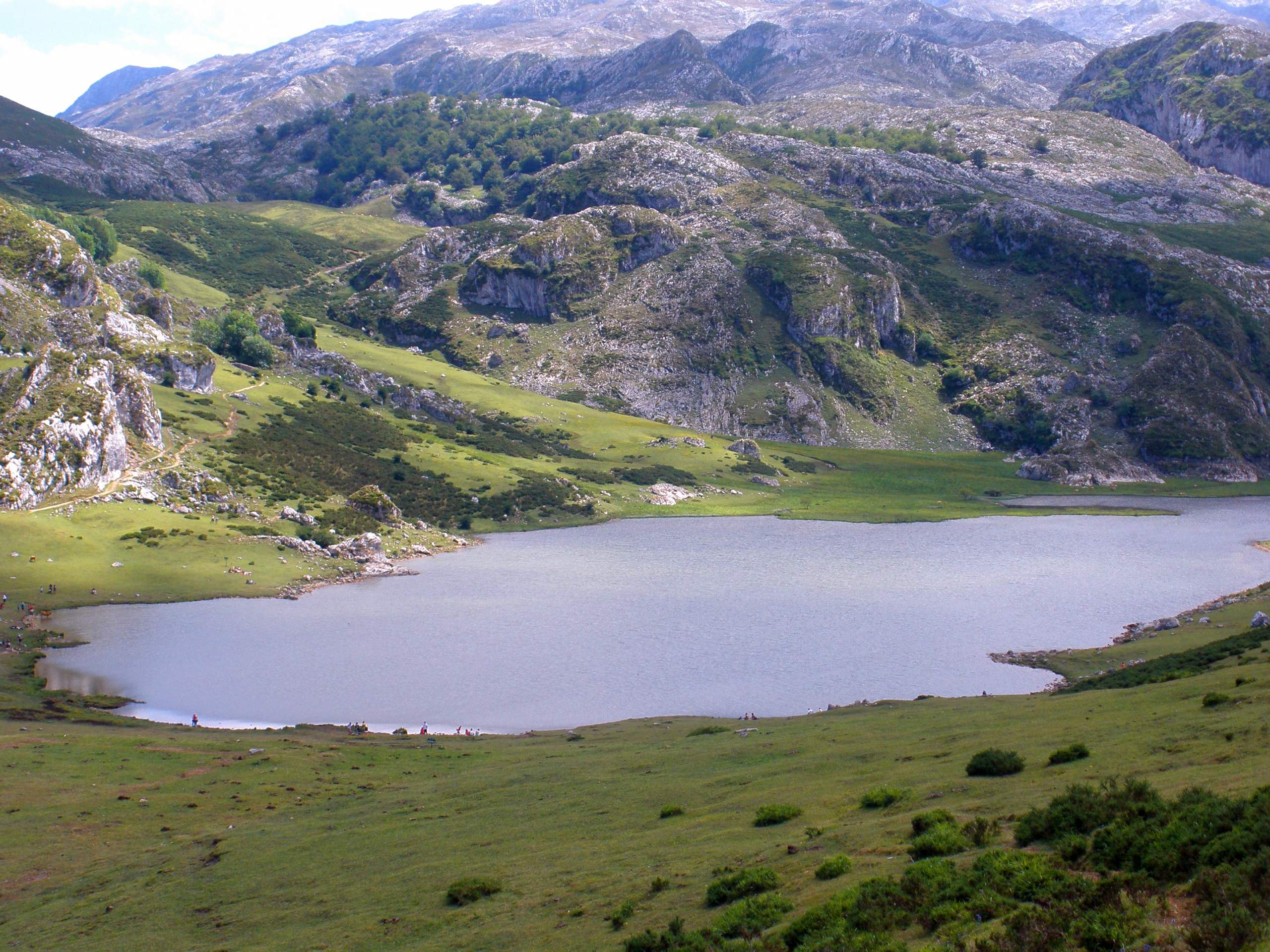
Az Ercina-tó
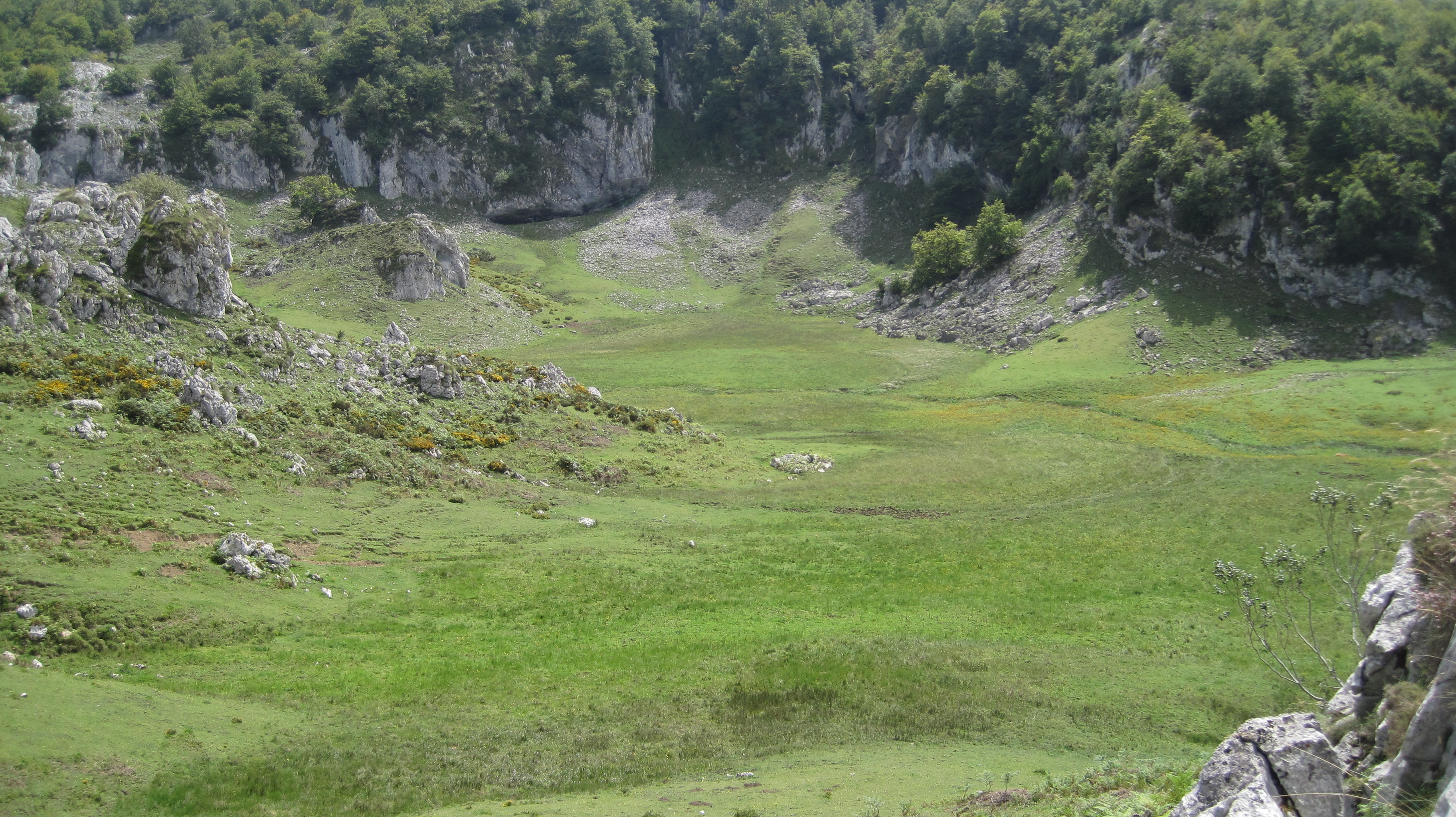
A Bricial-tó helye, amikor nincs benne víz
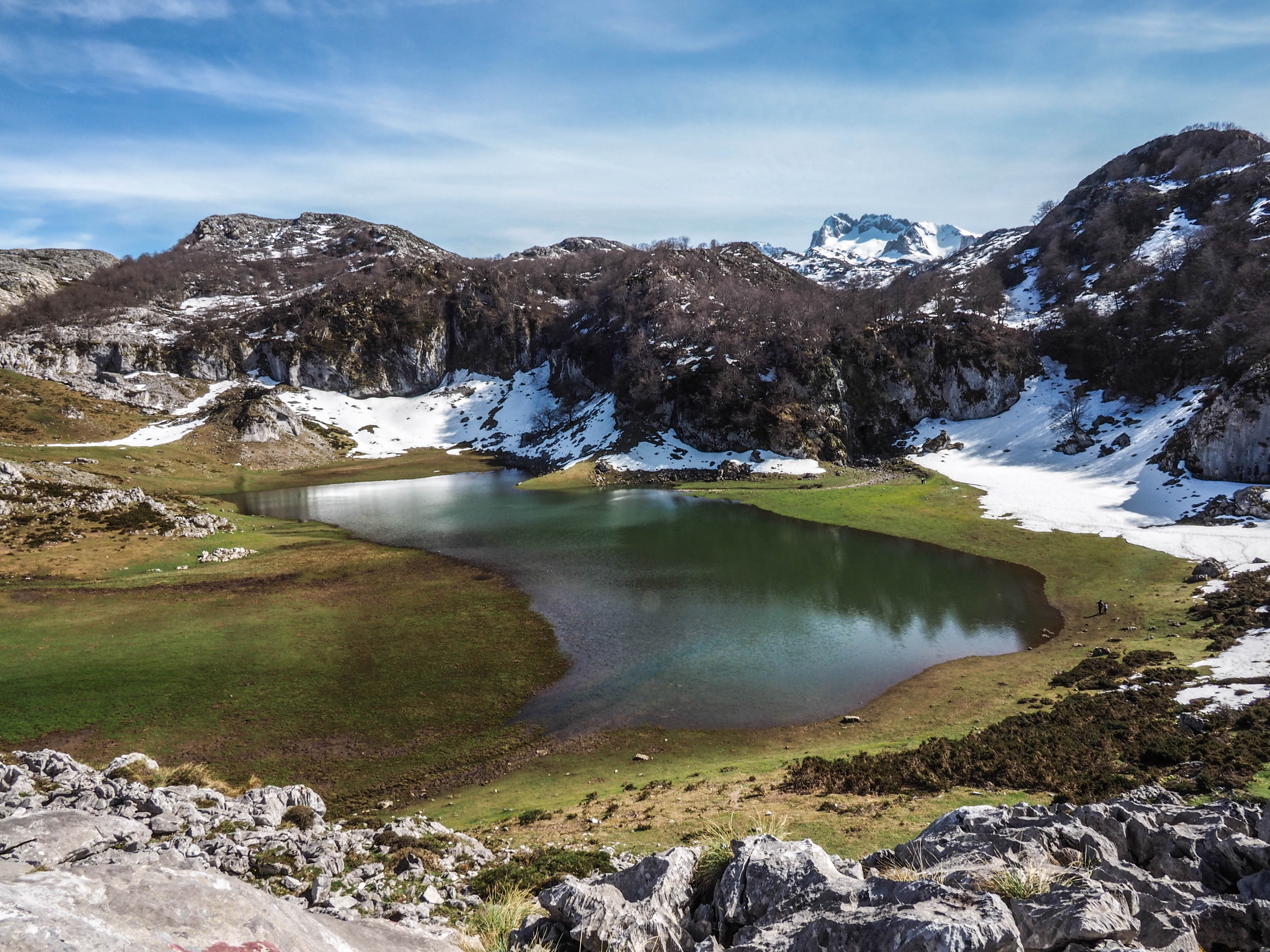
A Bricial-tó